# Agasicles hygrophila
Agasicles hygrophila är en skalbaggsart som beskrevs av Charles L. Selman och Vogt 1971. Agasicles hygrophila ingår i släktet Agasicles och familjen bladbaggar. Inga underarter finns listade i Catalogue of Life.

## Bildgalleri

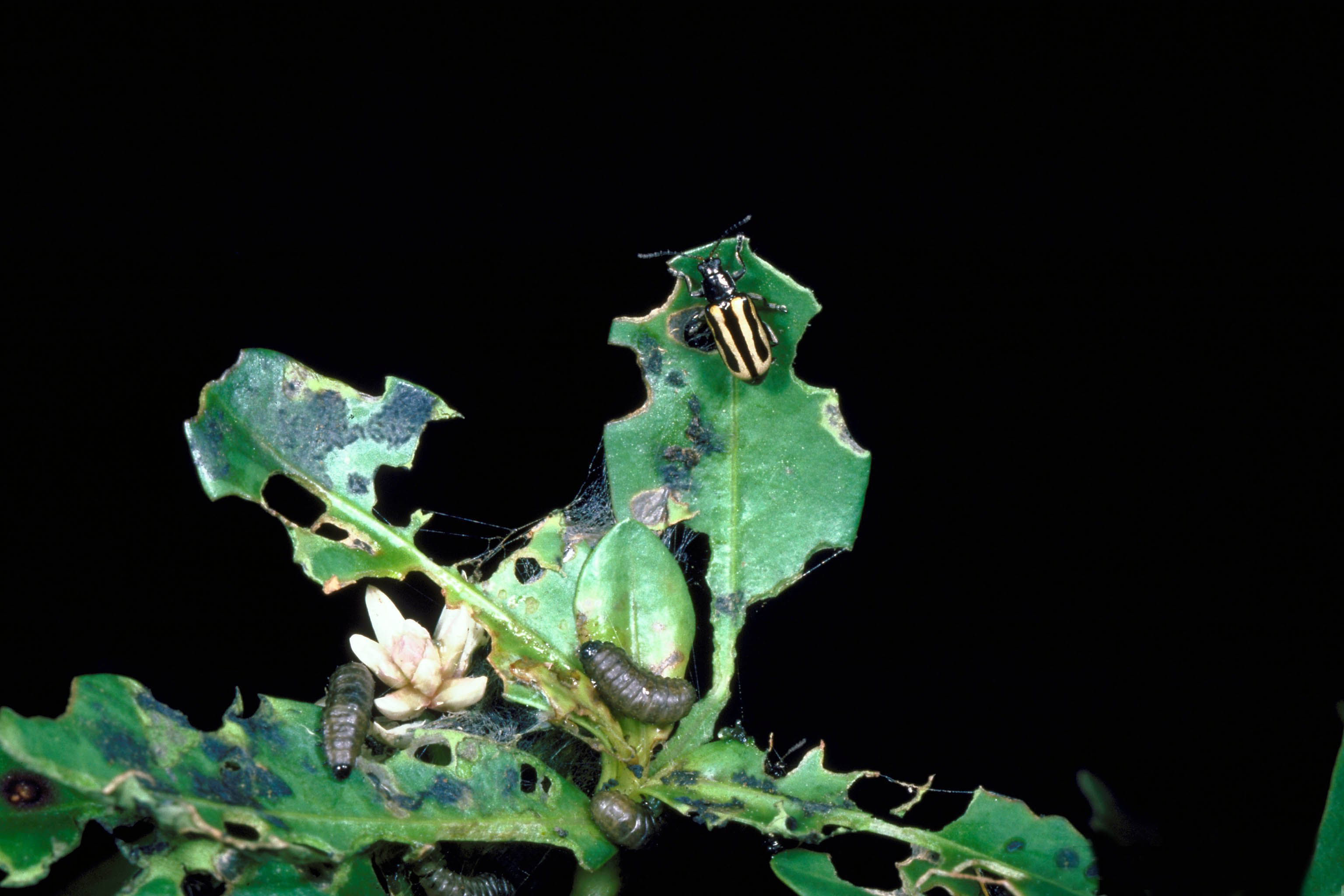
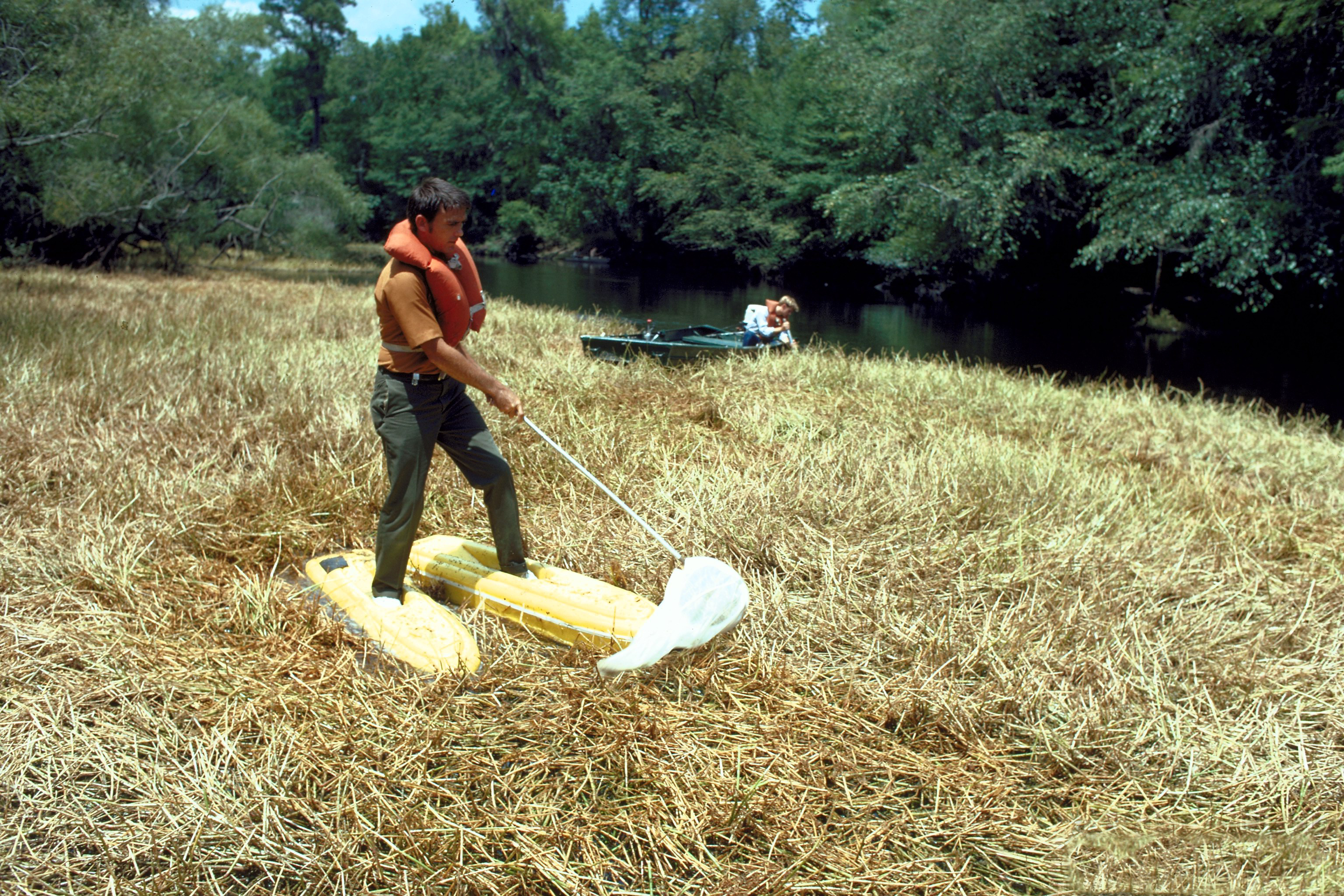